# Lugny-Bourbonnais
Lugny-Bourbonnais ist eine ehemalige französische Gemeinde mit 34 Einwohnern (Stand: 1. Januar 2021) im Département Cher in der Region Centre-Val de Loire; sie gehörte zum Arrondissement Saint-Amand-Montrond. Die Einwohner werden Lugnéens und Lugnéennes genannt.
Der Erlass des Präfekten vom 19. September 2023 legte mit Wirkung zum 1. Januar 2024 die Eingliederung von Lugny-Bourbonnais zusammen mit der früheren Gemeinde Osmery ohne Status einer Commune déléguée zur neuen Commune nouvelle Osmery fest.

## Geographie
Lugny-Bourbonnais liegt etwa 28 Kilometer südöstlich von Bourges und etwa 28 Kilometer nordwestlich von Saint-Amand-Montrond.
Umgeben wird Lugny-Bourbonnais von den Nachbargemeinden und dem gemeinsamen Ortsteil der Commune Nouvelle:
|                                        | Raymond                                     | Cornusse |
| Osmery (Ortsteil der Commune Nouvelle) | Kompassrose, die auf Nachbargemeinden zeigt |          |
|                                        | Blet                                        | Charly   |

## Bevölkerungsentwicklung

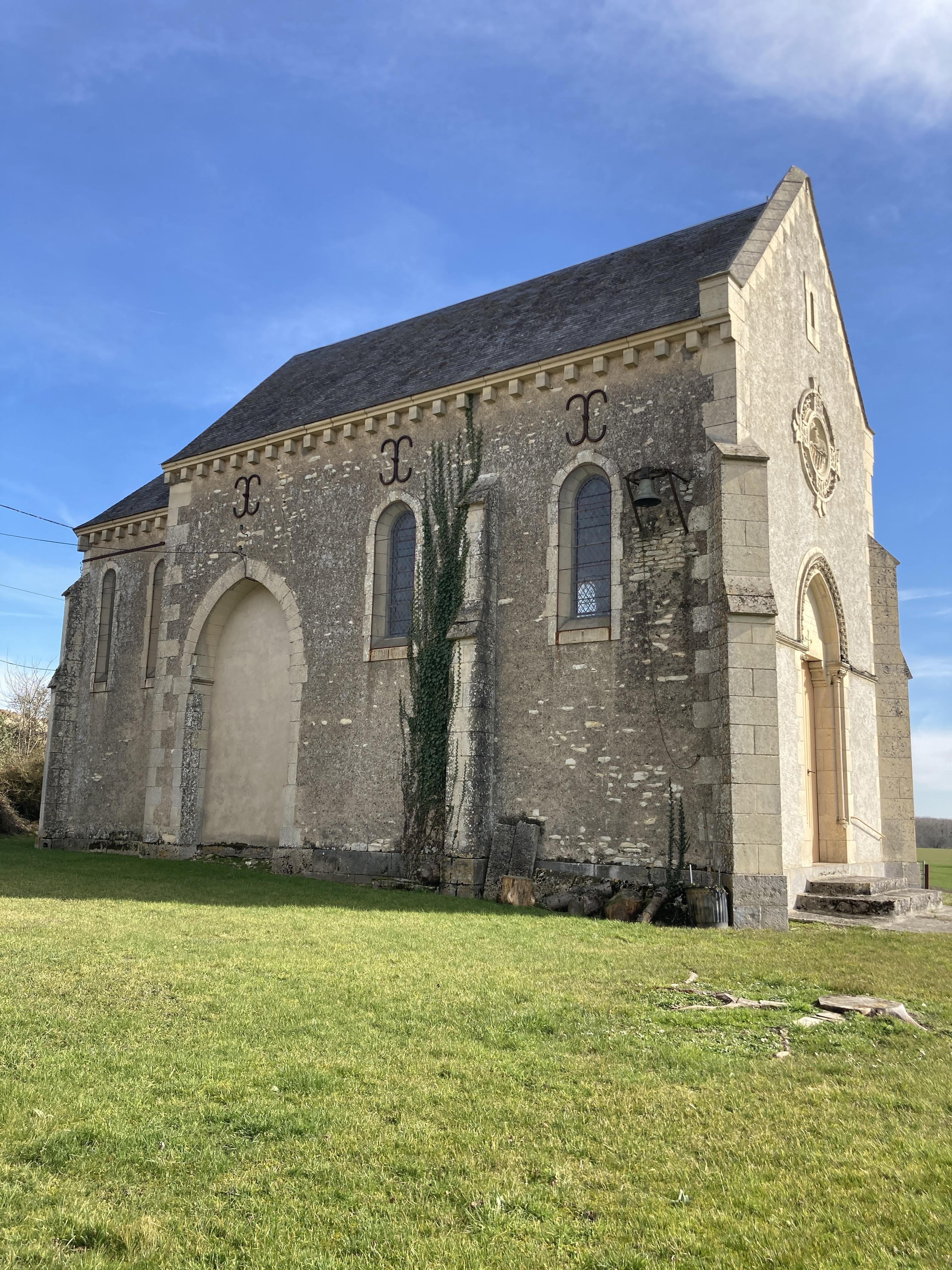
Kapelle Sainte-Claire

| Lugny-Bourbonnais: Einwohnerzahlen von 1793 bis 2021                                                                       | Lugny-Bourbonnais: Einwohnerzahlen von 1793 bis 2021 | Lugny-Bourbonnais: Einwohnerzahlen von 1793 bis 2021 | Lugny-Bourbonnais: Einwohnerzahlen von 1793 bis 2021 | Lugny-Bourbonnais: Einwohnerzahlen von 1793 bis 2021 |
| --- | ---------------------------------------------------- | ---------------------------------------------------- | ---------------------------------------------------- | ---------------------------------------------------- |
| Jahr |                                                      |                                                      |                                                      | Einwohner                                            |
| 1793 | 1793                                                 |                                                      | 135                                                  | 135                                                  |
| 1800 | 1800                                                 |                                                      | 132                                                  | 132                                                  |
| 1806 | 1806                                                 |                                                      | 179                                                  | 179                                                  |
| 1821 | 1821                                                 |                                                      | 127                                                  | 127                                                  |
| 1831 | 1831                                                 |                                                      | 126                                                  | 126                                                  |
| 1836 | 1836                                                 |                                                      | 147                                                  | 147                                                  |
| 1841 | 1841                                                 |                                                      | 130                                                  | 130                                                  |
| 1846 | 1846                                                 |                                                      | 139                                                  | 139                                                  |
| 1851 | 1851                                                 |                                                      | 132                                                  | 132                                                  |
| 1856 | 1856                                                 |                                                      | 125                                                  | 125                                                  |
| 1861 | 1861                                                 |                                                      | 120                                                  | 120                                                  |
| 1866 | 1866                                                 |                                                      | 141                                                  | 141                                                  |
| 1872 | 1872                                                 |                                                      | 140                                                  | 140                                                  |
| 1876 | 1876                                                 |                                                      | 141                                                  | 141                                                  |
| 1881 | 1881                                                 |                                                      | 111                                                  | 111                                                  |
| 1886 | 1886                                                 |                                                      | 111                                                  | 111                                                  |
| 1891 | 1891                                                 |                                                      | 106                                                  | 106                                                  |
| 1896 | 1896                                                 |                                                      | 97                                                   | 97                                                   |
| 1901 | 1901                                                 |                                                      | 103                                                  | 103                                                  |
| 1906 | 1906                                                 |                                                      | 103                                                  | 103                                                  |
| 1911 | 1911                                                 |                                                      | 87                                                   | 87                                                   |
| 1921 | 1921                                                 |                                                      | 81                                                   | 81                                                   |
| 1926 | 1926                                                 |                                                      | 77                                                   | 77                                                   |
| 1931 | 1931                                                 |                                                      | 67                                                   | 67                                                   |
| 1936 | 1936                                                 |                                                      | 78                                                   | 78                                                   |
| 1946 | 1946                                                 |                                                      | 73                                                   | 73                                                   |
| 1954 | 1954                                                 |                                                      | 53                                                   | 53                                                   |
| 1962 | 1962                                                 |                                                      | 56                                                   | 56                                                   |
| 1968 | 1968                                                 |                                                      | 45                                                   | 45                                                   |
| 1975 | 1975                                                 |                                                      | 35                                                   | 35                                                   |
| 1982 | 1982                                                 |                                                      | 35                                                   | 35                                                   |
| 1990 | 1990                                                 |                                                      | 33                                                   | 33                                                   |
| 1999 | 1999                                                 |                                                      | 27                                                   | 27                                                   |
| 2006 | 2006                                                 |                                                      | 32                                                   | 32                                                   |
| 2015 | 2015                                                 |                                                      | 38                                                   | 38                                                   |
| 2021 | 2021                                                 |                                                      | 34                                                   | 34                                                   |
| Quelle(n): EHESS/Cassini bis 1999, INSEE ab 2006 Anmerkung(en): Ab 1962 offizielle Zahlen ohne Einwohner mit Zweitwohnsitz |                                                      |                                                      |                                                      |                                                      |

## Sehenswürdigkeiten
- Kapelle Sainte-Claire aus dem 19. Jahrhundert